# ویلونا، استرالیای غربی
ویلونا (به انگلیسی: Wiluna) یک شهرک در استرالیا است که در استرالیای غربی واقع شده‌است.

### آب و هوا
| داده‌های اقلیم ویلونا                   | داده‌های اقلیم ویلونا | داده‌های اقلیم ویلونا | داده‌های اقلیم ویلونا | داده‌های اقلیم ویلونا | داده‌های اقلیم ویلونا | داده‌های اقلیم ویلونا | داده‌های اقلیم ویلونا | داده‌های اقلیم ویلونا | داده‌های اقلیم ویلونا | داده‌های اقلیم ویلونا | داده‌های اقلیم ویلونا | داده‌های اقلیم ویلونا | داده‌های اقلیم ویلونا |
| ماه                                    | ژانویه               | فوریه                | مارس                 | آوریل                | مه                   | ژوئن                 | ژوئیه                | اوت                  | سپتامبر              | اکتبر                | نوامبر               | دسامبر               | سال                  |
| -------------------------------------- | -------------------- | -------------------- | -------------------- | -------------------- | -------------------- | -------------------- | -------------------- | -------------------- | -------------------- | -------------------- | -------------------- | -------------------- | -------------------- |
| سابقهٔ بیش‌ترین °C (°F)                  | ۴۸٫۰ (۱۱۸)           | ۴۶٫۸ (۱۱۶)           | ۴۴٫۰ (۱۱۱)           | ۴۰٫۰ (۱۰۴)           | ۳۷٫۲ (۹۹)            | ۳۲٫۲ (۹۰)            | ۲۹٫۰ (۸۴)            | ۳۳٫۴ (۹۲)            | ۳۷٫۵ (۱۰۰)           | ۴۲٫۹ (۱۰۹)           | ۴۳٫۳ (۱۱۰)           | ۴۶٫۹ (۱۱۶)           | ۴۸٫۰ (۱۱۸)           |
| میانگین بیش‌ترین °C (°F)                | ۳۸٫۰ (۱۰۰)           | ۳۶٫۵ (۹۸)            | ۳۴٫۰ (۹۳)            | ۲۹٫۲ (۸۵)            | ۲۳٫۸ (۷۵)            | ۱۹٫۹ (۶۸)            | ۱۹٫۴ (۶۷)            | ۲۱٫۹ (۷۱)            | ۲۶٫۳ (۷۹)            | ۳۰٫۳ (۸۷)            | ۳۴٫۰ (۹۳)            | ۳۶٫۸ (۹۸)            | ۲۹٫۲ (۸۵)            |
| میانگین کم‌ترین °C (°F)                 | ۲۲٫۹ (۷۳)            | ۲۲٫۱ (۷۲)            | ۱۹٫۶ (۶۷)            | ۱۵٫۱ (۵۹)            | ۱۰٫۰ (۵۰)            | ۶٫۷ (۴۴)             | ۵٫۴ (۴۲)             | ۶٫۸ (۴۴)             | ۹٫۹ (۵۰)             | ۱۳٫۹ (۵۷)            | ۱۷٫۸ (۶۴)            | ۲۱٫۱ (۷۰)            | ۱۴٫۳ (۵۸)            |
| سابقهٔ کم‌ترین °C (°F)                   | ۸٫۳ (۴۷)             | ۱۲٫۱ (۵۴)            | ۹٫۴ (۴۹)             | ۳٫۹ (۳۹)             | −۰٫۶ (۳۱)            | −۲٫۰ (۲۸)            | −۲٫۲ (۲۸)            | −۲٫۳ (۲۸)            | ۱٫۲ (۳۴)             | ۴٫۲ (۴۰)             | ۴٫۴ (۴۰)             | ۸٫۳ (۴۷)             | −۲٫۳ (۲۸)            |
| بارندگی میلی‌متر (اینچ)                 | ۳۵٫۱ (۱٫۳۸)          | ۳۸٫۰ (۱٫۵)           | ۳۵٫۸ (۱٫۴۱)          | ۲۹٫۰ (۱٫۱۴)          | ۲۵٫۲ (۰٫۹۹)          | ۲۳٫۸ (۰٫۹۴)          | ۱۵٫۱ (۰٫۵۹)          | ۱۰٫۲ (۰٫۴)           | ۴٫۶ (۰٫۱۸)           | ۷٫۱ (۰٫۲۸)           | ۱۱٫۲ (۰٫۴۴)          | ۲۲٫۳ (۰٫۸۸)          | ۲۵۷٫۴ (۱۰٫۱۳)        |
| منبع: Australian Bureau of Meteorology |                      |                      |                      |                      |                      |                      |                      |                      |                      |                      |                      |                      |                      |